# Eugène Dubois
Pour les articles homonymes, voir Dubois et Eugène Dubois (homonymie).

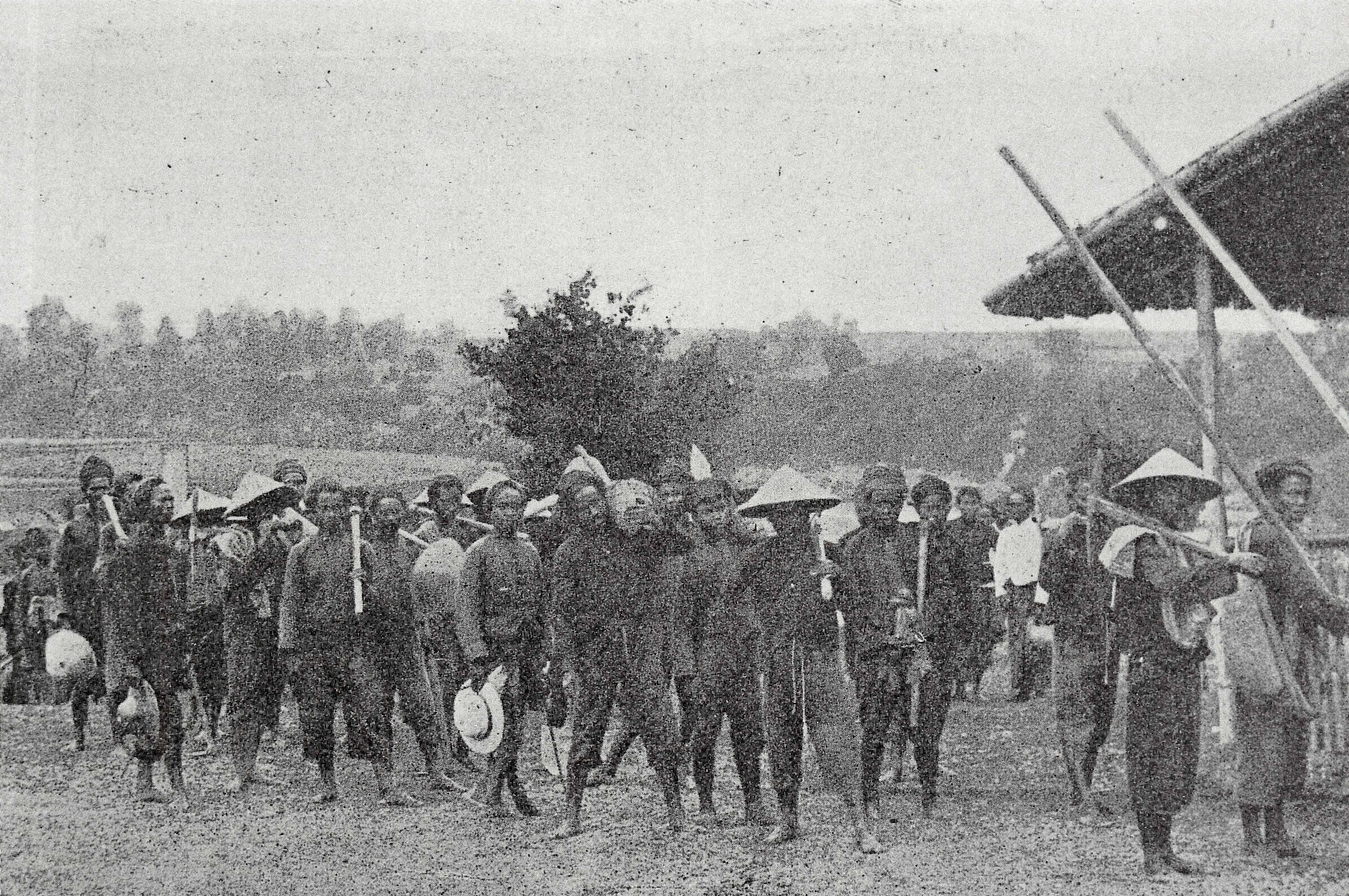
Dubois et ses coolies à Trinil dans les années 1890.

Marie Eugène François Thomas Dubois, né le 28 janvier 1858 à Eijsden et mort le 16 décembre 1940 à Haelen, est un médecin néerlandais, anthropologue, anatomiste, paléontologue et écologiste.
Il fut le premier à rechercher des formes intermédiaires fossiles entre l'homme et le singe. Avant ses fouilles, les découvertes d’êtres préhistoriques avaient été dues au hasard, et ce n’est que plus tard que leur importance fut reconnue.
A Java, qui faisait alors partie des Indes orientales néerlandaises, il trouva entre 1889 et 1893 plusieurs os et fragments de crâne qu’il attribua à une forme intermédiaire à laquelle il donna le nom de Pithecanthropus erectus ou javanensis. L'importance de cette découverte fut contestée par la plupart de ses pairs et c’est plein d’amertume qu’il mourut en 1940. En fin de compte cependant, ses découvertes devaient aboutir à un accroissement considérable des connaissances sur l'évolution de l'homme. Aujourd'hui on attribue à Homo erectus les fossiles qu’il a trouvés.
Eugène Dubois fut par ailleurs un pionnier dans le domaine de l'écologie et de la protection de la nature.

## Biographie
Aîné d’une famille catholique de quatre enfants, il passa ses premières années dans le Limbourg à Eijsden où son père Jean Dubois était pharmacien et dont il devint maire par la suite. Dès son plus jeune âge, il s’intéressait à tout ce qui touchait à la nature. Il visitait la région, explorait les grottes de St. Pietersberg et apprenait par cœur de nombreuses espèces de plantes et d’animaux. Il se constituait une collection, un cabinet de curiosités fait d’objets étranges comme des plantes séchées, des pierres, des coquillages, des crânes d’animaux et des insectes. Dès l’âge de douze ans, il se rendit au H.B.S. de Roermond, où il vivait dans une famille, restant chez ses parents pendant les vacances. Ses talents et son intérêt pour l’histoire naturelle s’y révélèrent. Il assista également à plusieurs conférences du biologiste allemand Karl Vogt à Roermond sur la théorie de l’évolution de Charles Darwin, c’était alors une nouveauté. Il fut fasciné par les idées sur l’évolution humaine de grands biologistes de l’époque, comme Darwin, Huxley ou Haeckel. Bien que son père eût préféré que son fils devînt pharmacien, le jeune Dubois, encouragé par ses professeurs, décida d’étudier la médecine à l’université d’Amsterdam en 1877.
Cependant, il se passionne avant tout pour la recherche du chaînon manquant entre le singe et l’homme, suivant la théorie d’Ernst Haeckel. À cette époque, on croit généralement, à la suite de Lamarck et de Darwin, que c’est sous le climat tropical, que s’est faite l’évolution des primates en homme, et comme Dubois croit à une parenté des hommes et des gibbons (espèce typique de l’Indonésie), il rejoint l’armée néerlandaise comme médecin militaire aux Indes orientales néerlandaises (colonie qui deviendra plus tard l’Indonésie).
Des fossiles d'Homme de Néandertal ont déjà été trouvés fortuitement en Europe, alors que Dubois est le premier anthropologue à chercher des fossiles d'hominiens éteints. Il arrive à Sumatra en décembre 1887, accompagné de sa femme et de son fils, et consacre son temps libre à la recherche des fossiles. Les résultats sont au début prometteurs grâce à une abondance de main-d’œuvre : le gouvernement a mis à son service deux ingénieurs et cinquante condamnés aux travaux forcés. Mais en définitive, il échoue à la suite du décès d'un ingénieur et de la fuite d'une partie des travailleurs.
En 1890, il se rend à Java, où deux ans plus tôt un mineur a trouvé un crâne fossile. Il commence à chercher à l’endroit de la découverte, au centre de Java. Il fouille ensuite les dépôts fluviaux de la rivière Solo, travail pour lequel on lui a assigné deux ingénieurs et un groupe de travailleurs condamnés ; en août 1891, ils découvrent entre autres fossiles un fragment de crâne et un fémur, ayant appartenu à un être qu’on devait nommer plus tard homme de Java. Dans un premier temps, certains pensent qu’il s’agit d’une sorte de chimpanzé éteint. En 1894, Dubois publie une description de ses fossiles, en leur donnant le nom de Pithecanthropus erectus, décrivant l’individu comme mi-singe et mi-homme
.
En 1895, il rentre en Europe où, en plus de la chaire de géologie de l’université d'Amsterdam, on lui offre le poste de conservateur du Musée royal d'Histoire Naturelle de Leyde, où il était jusque-là directeur du Département des fossiles d'Inde et d'Indonésie. Il présente sa théorie du « chaînon manquant » dans toute l'Europe par des cycles de conférences et des débats avec ses collègues, sans parvenir à convaincre, malgré l'exhibition de fossiles indiscutablement plus anciens retrouvés sur les mêmes sites. Plus grave encore : l'anatomiste allemand Gustav Schwalbe, qui s'était procuré un moulage en plâtre de la voûte crânienne, commençait à donner des conférences sur le spécimen Pithecanthropus et publia en 1899 une monographie où il concluait que « Pithécanthrope occupe une place intermédiaire entre l'Homme de Neanderthal et l'homme-singe. » Après cette déconvenue, qu'il expliqua par une trahison, Dubois disparut pendant des décennies de la scène scientifique, refusant obstinément que d’autres approchent ses fossiles, jusqu’à ce qu’il cède en 1923.
Il  se consacra désormais exclusivement à la notion d'encéphalisation, c'est-à-dire au rapport entre la masse du cerveau et celle du corps, et ses travaux, quoique dépourvus de caractère proprement mathématique, s'inscrivent dans la genèse du concept d'allométrie, qui relie l'encéphalisation à la surface corporelle d'un animal.
Dubois a légué au musée sa collection de plus de 20 000 fossiles, la collection Dubois, au musée Naturalis à Leyde.

## Hommages
- L'astéroïde (206241) Dubois est nommé en son honneur.
- Jules Verne base son roman Le Village aérien (1901) où il le cite au chapitre XIII, sur les travaux d'Eugène Dubois[7].
- Comme Verne, Vercors reprend les travaux de Dubois dans son roman Les Animaux dénaturés[8].